# شبكة خلوية

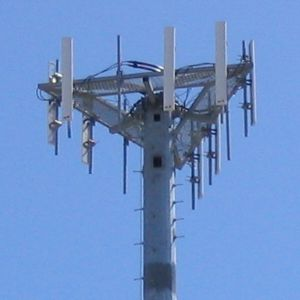
قمة برج شبكة خلوية

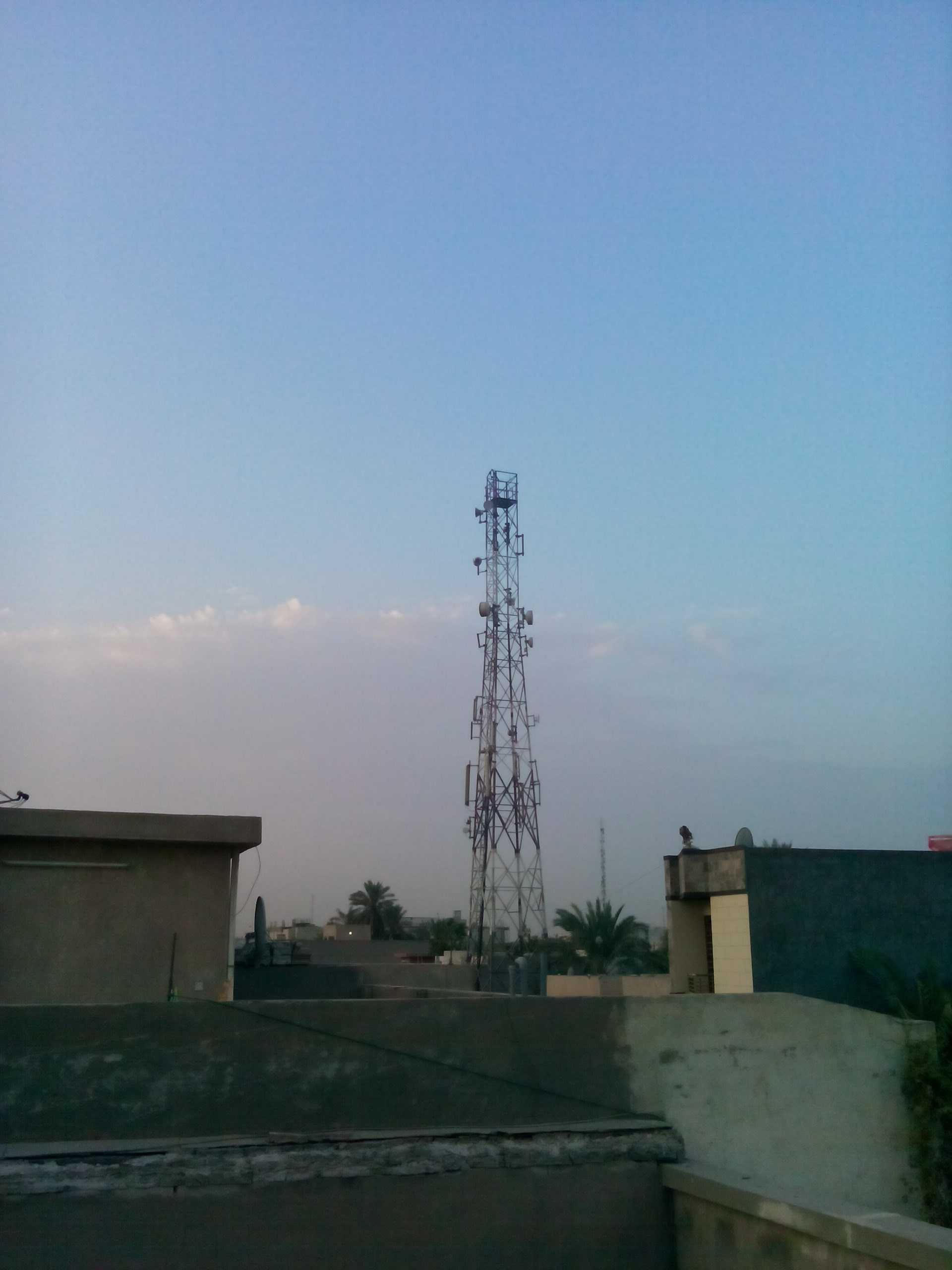
برج شبكة خلوية لخدمة الهاتف النقال في بغداد

شبكة الجوَّالات أو الشبكة الخلوية أو شبكة الخلوي أو شبكة الهاتف المحمول (بالإنجليزية: Cellular network)‏ هي نظام اتصالات لاسلكي يُستخدم لإرسال واستقبال اللاسلكي للمعلومات بين الأجهزة المحمولة، (مثل الهواتف المحمولة) والأبراج الخلوية التي تغطي المنطقة المحيطة بها وتتكون هذه الشبكة من مجموعة من الأبراج الخلوية المنتشرة في جميع أنحاء المنطقة المراد تغطيتها، وتتفاعل مع الأجهزة المحمولة لنقل البيانات.
تعتمد الشبكة الخلوية على تقنية الاتصالات الرقمية، حيث تحول المعلومات إلى إشارات رقمية تستطيع الأجهزة المحمولة والأبراج الخلوية فهمها ونقلها وتقسم المنطقة التي تغطيها الشبكة إلى مناطق صغيرة تسمى "خلايا"، وتوجه الإشارات اللاسلكية بين الأجهزة المحمولة والأبراج الخلوية عبر هذه الخلايا.
تتميز الشبكة الخلوية بالقدرة على نقل المعلومات بسرعة وبكفاءة عاليتين، ويمكنها تغطية مساحات واسعة بشكل فعال وبما أن الشبكة الخلوية تعتمد على الاتصالات اللاسلكية، فإن الأجهزة المحمولة يمكنها الاتصال بالشبكة من أي موقع داخل منطقة التغطية، مما يوفر مستوى عالٍ من الراحة والمرونة للمستخدمين.
تستخدم الشبكة الخلوية في العديد من التطبيقات، بما في ذلك الاتصالات الصوتية والمرئية، والتراسل النصي، والإنترنت المتنقل، وخدمات الموقع الجغرافي، والتحكم عن بعد، والمزيد وتستخدم العديد من الشركات الكبيرة في مجال الاتصالات الشبكة الخلوية كنواة أساسية لخدماتها.
وقد شهدت الشبكة الخلوية تطورًا كبيرًا على مدار السنوات، حيث أُطلقت أجيال متعددة من التقنيات اللاسلكية، مثل 2G وجيل ثالث (شبكات اتصال) و4G و5G، التي توفر سرعات وقدرات متزايدة للاتصالات الخلوية ومن المتوقع أن يستمر هذا التطور في المستقبل، مع إطلاق جيل جديد من التقنيات اللاسلكية والتي ستوفر ميزات وقدرات جديدة للاتصالات الخلوية.
كل شبكة خلوية تحتوي على الأقل على جهاز للإرسال والاستقبال (transceiver) في موقع ثابت، المعروف باسم موقع خلوي أو محطة البث القاعدية، محطة البث القاعدية للخلية توفر تغطية الشبكة والتي يمكن استخدامها لنقل الصوت والبيانات وغيرها. كل خلية تستخدم مجموعة مختلفة من الترددات التي يجب أن تختلف عن ترددات الخلايا المجاورة لتفادي أي تشويش وتوفير الخدمة بجودة داخل نطاق تغطية كل خلية.
توفر مجموعة من هذه الخلايا تغطية لاسلكية لمساحة جغرافية واسعة. وهذا يتيح لعدد كبير من أجهزة الإرسال والاستقبال المحمولة (مثل الهواتف النقالة وأجهزة النداء الآلي وغيرها) للاتصال مع بعضها البعض ومع الهواتف الثابتة في أي مكان في الشبكة عبر محطات القاعدة حتى لو كان بعض من الأجهزة تتحرك بين أكثر من خلية واحدة أثناء الإرسال.
الشبكات الخلوية تقدم عدداً من المزايا أهمها:
- قدرة سعة أكبر من جهاز إرسال واحد، لأن نفس التردد يمكن إعادة استخدامه في خلية أخرى بشرط أن تكون الخليتان بعيدة عن بعضها البعض ولا توجد منطقة تغطية مشتركة بينهم.
- الأجهزة المحمولة تستخدم طاقة أقل مع جهاز إرسال واحد أو الأقمار الصناعية لأن الأبراج الخلوية عادة تكون أقرب لهذه الأجهزة.
- منطقة تغطية أكبر من منطقة تغطية الإرسال الأرضية.

تقدم شركات مزودي خدمات الاتصالات الرئيسية شبكات الصوت والبيانات الخلوية على معظم مساحة الأراضي المأهولة بالسكان في الأرض. حيث تتيح للهواتف المحمولة وأجهزة الكمبيوتر المحمولة إمكانية بقائها على اتصال بالشبكة العامة للهاتف وبالإنترنت. الشبكات الخلوية يمكن استخدامها لعمليات البحث  والمؤسسات.

## هيكلة الشبكة الخلوية للهاتف المحمول

شبكة النظام العالمي للإتصالات المتنقلة (GSM)

الشبكة الراديوية المتنقلة الخلوية المبسطة تتكون مما يلي:
1. شبكة من محطات الراديو التي تحتوي على الأنظمة الفرعية للمحطة الأساسية.
2. البدالة الرئيسية للتعامل مع المكالمات الصوتية والنصية.
3. شبكة الحزمة للبيانات (جي بي آر إس) للتعامل مع البيانات المتنقلة.
4. الشبكة العامة لتحويل الهاتف لربط اتصالات المشتركين مع بعضهم البعض.